# تاونو کووانن
تاونو کووانن (فنلاندی: Tauno Kovanen; ۲۰ ژوئن ۱۹۱۷ – ۹ فوریهٔ ۱۹۸۶) کشتی‌گیر اهل فنلاند بود.
وی در مسابقات کشوری و بین‌المللی در مجموع برندهٔ ۱ مدال برنز شده‌است.